# Rail (spoorwegen)

Railprofiel 60 E1, een voorbeeld van een vignoleprofiel

Een rail of spoorstaaf is een stalen staaf waarover de wielen van een spoorvoertuig rijden. Bijna altijd vormen twee parallelle rails die onderling door dwarsliggers verbonden zijn samen een spoor. Een of meer sporen naast elkaar vormen een spoorlijn. Om spoorwielen beter over het spoor te geleiden worden op sommige plaatsen in de spoorweg contrarails of strijkregels aangebracht. Een groefrail is een rail met een profiel dat geschikt is voor een spoor in bestrating.

## De geleiding van spoorwielen
Wielen van railvoertuigen zijn star aan de as verbonden en vormen zo een wielstel. Door de starre verbinding met de as kunnen de wielen niet met verschillende snelheid draaien. Hierdoor, én doordat de wielen een conisch loopvlak hebben, houdt het wielstel zichzelf in het spoor en heeft het een rustige loop.
Om ontsporingen te voorkomen zijn spoorwielen ook voorzien van een flens. De flens raakt de rail eigenlijk alleen bij krappe bogen, zoals bij wissels op emplacementen, en als een trein met een hogere dan de optimale snelheid door een boog in de vrije baan rijdt.

## Railprofielen
Moderne spoorstaven hebben een vignoleprofiel. Dit profiel kan gezien worden als een variant van een I-profiel. De onderzijde van de voet van de spoorstaaf zorgt voor een eenvoudige en stabiele montage op de dwarsliggers. De kop van de spoorstaaf, de spoorkop, is massief om de belasting van de wielen van treinen te kunnen weerstaan en deze belasting over een groter deel van de rail te verdelen. Het deel tussen de kop en de voet is het lijf. Hoe hoger het lijf, hoe groter de draagkracht van de rail.
Benamingen of aanduidingen van rails bestaan uit een combinatie van letters en cijfers. Bij treinrails is in de aanduiding vaak het gewicht per meter opgenomen.

### Rails voor treinen en metro's
Rails voor treinen en metro's hebben een enigszins bolle kop. Dit vermindert de slijtage van rails en wielen en maakt het stuureffect van de spooras mogelijk.
| Nieuwe aanduiding | Oude aanduiding | Massa      | Hoogte | Voet- breedte | Kop- breedte | Gebruik                                                                         |
| ----------------- | --------------- | ---------- | ------ | ------------- | ------------ | ------------------------------------------------------------------------------- |
| 46 E3             | NP46            | 46,66 kg/m | 142 mm | 120 mm        | 74 mm        | Nederland, is bijna overal vervangen door 54 E1.                                |
| 54 E1             | UIC54           | 54,77 kg/m | 159 mm | 140 mm        | 70 mm        | Nederland.                                                                      |
| 60 E1             | UIC60           | 60,34 kg/m | 172 mm | 150 mm        | 72 mm        | Nederland, op de Betuweroute en de HSL. België. Duitsland, op hoofdspoorlijnen. |
| 50 E2             | UIC50           | 49,97 kg/m | 151 mm | 140 mm        | 72 mm        | België.                                                                         |

### Rails voor lage snelheden en hoge belastingen
Rails voor lage snelheden en hoge belastingen, zoals rails voor kraanspoor, hebben een vrijwel platte kop. Dat maakt het contactoppervlak tussen rail en wiel groter. De kracht waarmee het wiel op de rail drukt wordt daardoor over dat grotere contactoppvervlak verdeeld, zodat de druk op het contactoppervlak kleiner is. Daarom kunnen rails met een platte kop grotere belastingen aan dan rails met een ronde kop. Voorbeelden van aanduidingen van deze rails zijn MRS 73, PRI 85, BSC 56 en A 100.

### Groefrails voor trams en treinen

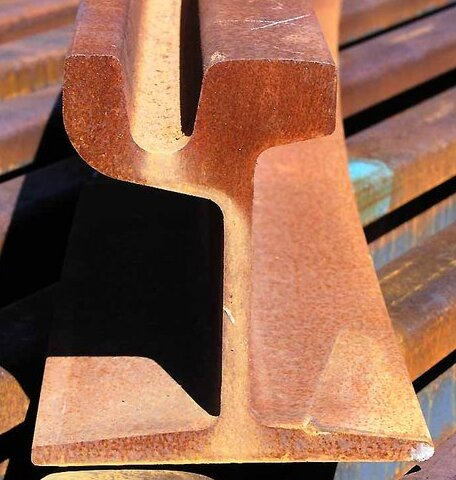
Spoorstaaf voor trams, zogenoemde groefrail

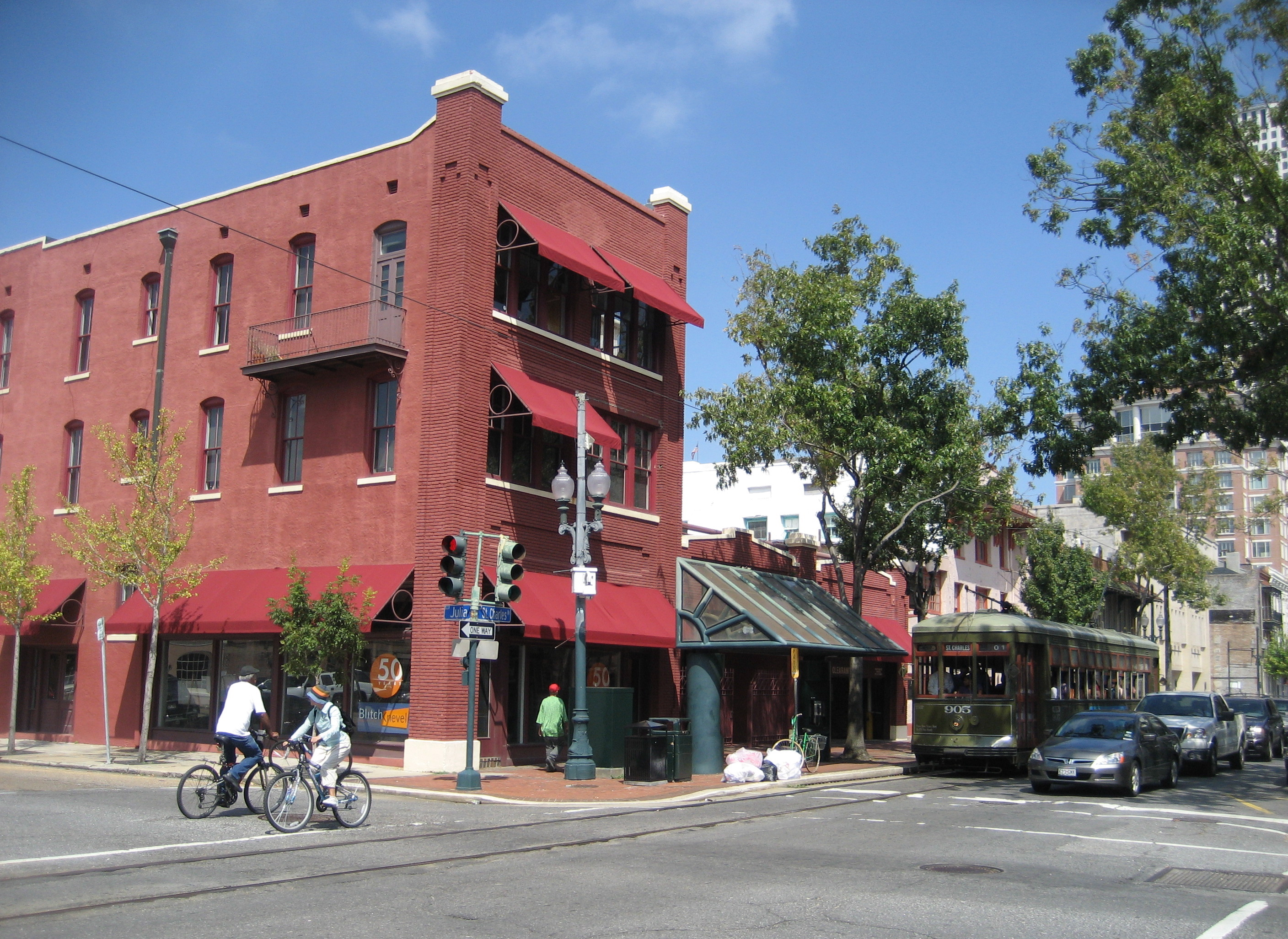
Straatspoor in New Orleans

Trams rijden vaak over 'straatspoor'. Voor straatspoor gebruikt men in het algemeen groefrails, spoorstaven met het Gorgeprofiel. Deze spoorstaven hebben een 'vleugel' aan de binnenzijde van het spoor. Door deze extra vleugel kan het wegdek of de grond waarin de spoorstaaf gelegen is, gemakkelijk buiten het spoor gehouden worden. Wanneer trams over een eigen tracé rijden worden vignoleprofielen gebruikt.
Soms rijden treinen of trams op de flens. Voor treinverkeer wordt dit in zeldzame gevallen, niet in België of Nederland, toegepast bij spoorwegkruisingen waarbij in de ene richting veel meer treinen rijden dan in de andere. Bij trams wordt het vaker toegepast, met name bij wissels.
Groefrails voor treinen worden gebruikt in straatspoor, zoals op industrieterreinen en havengebieden met gemengd weg- en railverkeer. Het verschil met tramrails is dat beide delen links en rechts naast de 'gleuf' even breed zijn.Een restant van zo'n spoor ligt in de Keilestraat in Rotterdam. Groefrails die er hetzelfde uitziet als tram-groefrails wordt ook in stedelijke gebieden toegepast, vooral in Zwitserland, zoals bij de RhB in Chur, waar de trein over straatspoor rijdt. Maar ook te Dordrecht Zeehaven. In de Verenigde Staten worden geen groefrails gebruikt. In plaats daarvan wordt er beton of hout langs de rails toegepast. 

### Contrarails

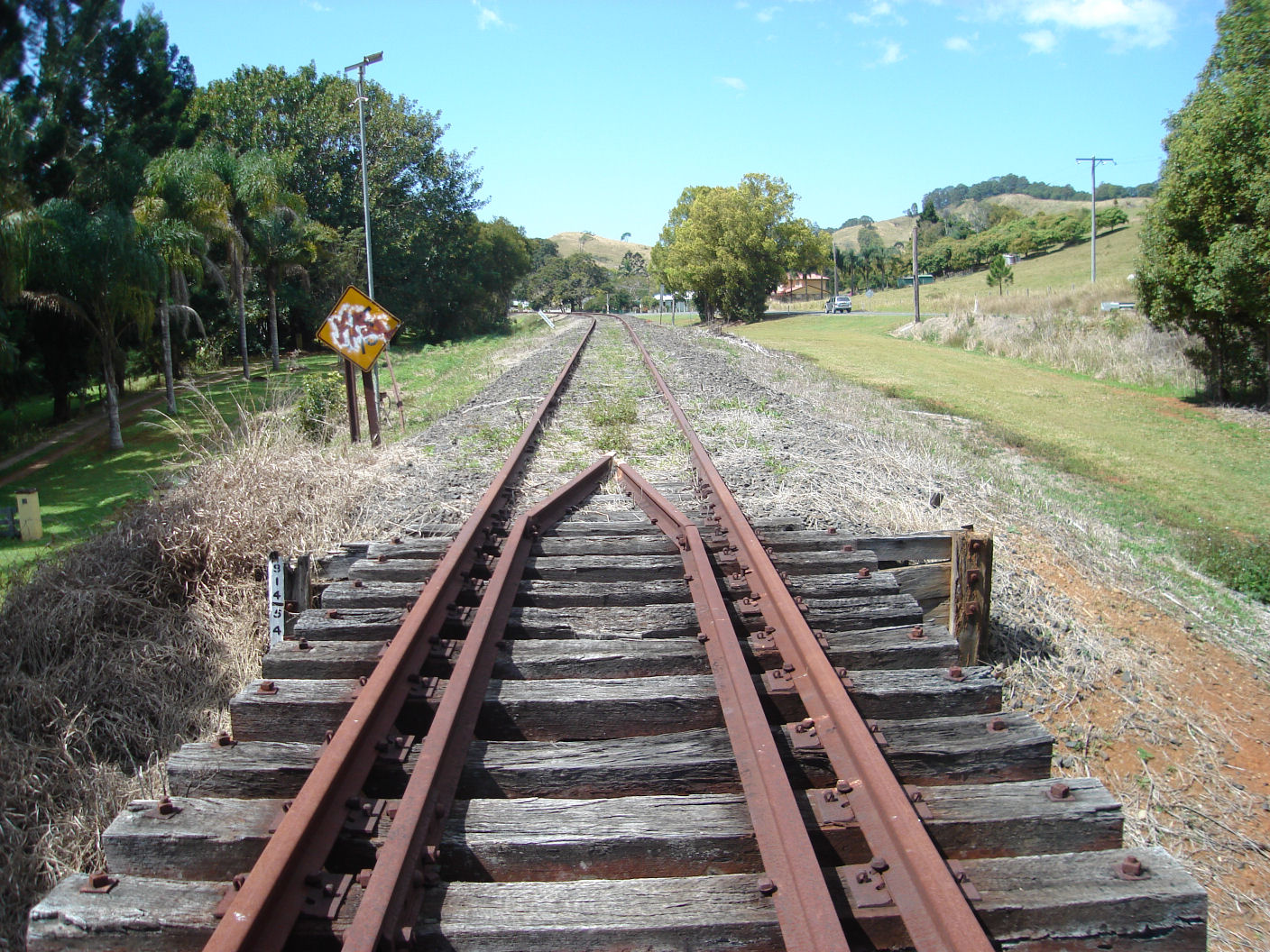
Contrarails op spoorbrug over de Mooball Creek in New South Wales, Australië.

Contrarails zijn rails die de gevolgen van een ontsporing beperken. Ze voorkomen geen ontsporingen. Ze worden evenwijdig tussen de spoorrails van een spoorweg gemonteerd. Als een trein ontspoort, zorgen contrarails dat de trein niet verder ontspoort en de spoorbaan blijft volgen. De ontspoorde wielstellen blijven dan over de dwarsliggers rijden. De dwarsliggers kunnen hierdoor wel zwaar beschadigd raken.
Contrarails zijn te vinden op plaatsen waar een verdere ontsporing grote gevolgen kan hebben, bijvoorbeeld op bruggen, onder viaducten of overkappingen en in tunnels. In een scherpe boog wordt soms één contrarail aangebracht. Deze wordt dan gemonteerd langs de spoorrail in de binnenbocht.
Als contrarails kunnen vignoleprofielen worden gebruikt, maar ook andere stalen profielen. Bij betonnen bruggen worden contrarails soms weggelaten en wordt de geleidfunctie voor ontspoorde wielstellen overgenomen door het profiel van de betonnen brug. Dan zijn er alleen contrarails vlak voor en vlak na de brug.

### Strijkregel
Een strijkregel is een geleiderail die ontsporingen tegengaat. De afstand tussen een strijkregel en rail is veel kleiner dan de afstand tussen een contrarail en een rail. Een strijkregel wordt gemonteerd in wissels tegenover het puntstuk, waar de flens van het spoorwiel over een korte afstand geen geleiding heeft. Een strijkregel garandeert dan dat elk wielstel bij het puntstuk de richting volgt die door het wissel is ingesteld.

## Andere functies van rails
Rails voor treinverkeer hebben naast het ondersteunen en geleiden van treinwielen soms andere functies:
- Bij elektrische tractie dient bovenleiding of een derde rail voor de voeding, en de rails voor de retourstroom.
- Er kan een spoorstroomloop in de rails aangebracht worden om de positie van treinen te detecteren.
- Sommige systemen voor treinbeïnvloeding maken gebruik van gecodeerde spoorstroomlopen.

Het gebruik van rails voor treindetectie vereist dat de wielstellen van de treinen voldoende contact moeten maken met de spoorrails om de spoorstroomloop betrouwbaar kort te sluiten. Het gebruik voor treinbeïnvloeding vereist dat treinen geen storende werking mogen hebben op gecodeerde spoorstroomlopen. Treinen die niet aan deze eisen voldoen mogen niet rijden op baanvakken waar zij de extra functies van de rails verstoren. Dat staat het vrij circuleren van treinmaterieel in de weg. Daarom worden spoorrails gaandeweg minder voor deze twee functies ingezet.

### Houten rails in mijnen

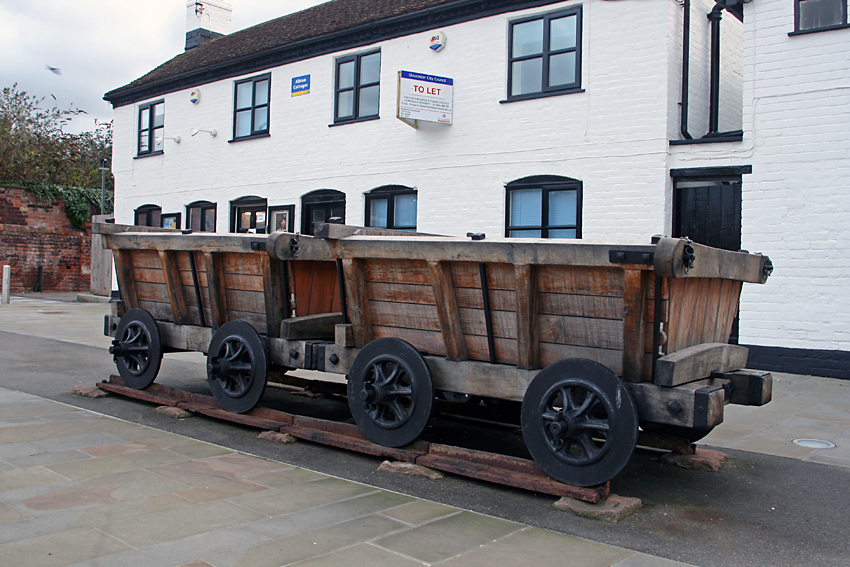
Replica van wagons met wielen zonder flens bij Gloucester Docks in Engeland. Ze staan op originele ijzeren rails met opstaande geleiderand.

De oudst bekende rails werden gebruikt in mijnen. Mijnbouwproducten hoefden niet meer in manden uit de mijn gedragen te worden, maar
mijnwerkers duwden of trokken kleine karren met houten wielen zonder flens over twee evenwijdige houten planken. Elk van de twee planken was voorzien van een opstaande rand, die de wielen van de karretjes op de planken hield. Er wordt voor het eerst melding van gemaakt in de 16e eeuw. Het hout werd later met ijzeren strips versterkt en uiteindelijk helemaal door ijzer vervangen. De opstaande rand langs de rails werd vervangen door flenzen aan de wielen. In de 18e eeuw werd dat voor het eerst beschreven.

### Brugrails

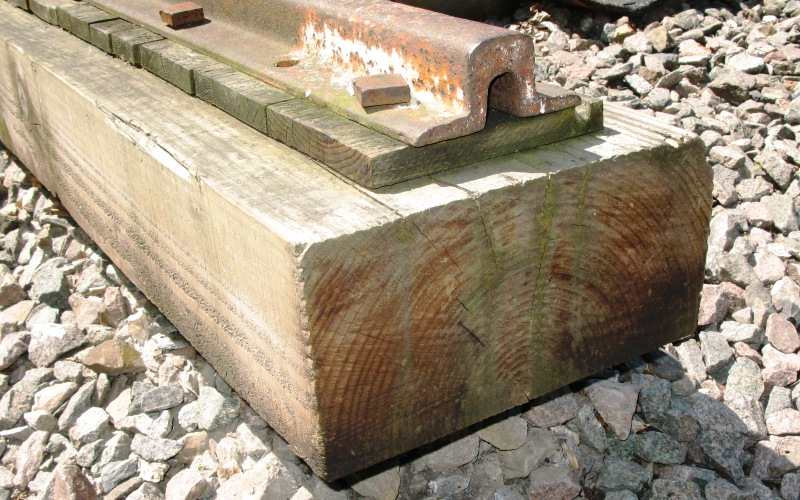
Brugrail met een ondersteunende balk in de lengterichting

Brugrails zijn vrij laag en hebben een brede voet. In het midden zijn deze rails hol, waardoor ze de vorm hebben van een omgekeerde U. Omdat ze laag zijn moeten ze overal ondersteund worden, wat gebeurt met houten balken die in de lengterichting onder de brugrail liggen. Dit type spoor wordt in het Engels een 'baulk road' genoemd, dat met 'balkweg' vertaald zou kunnen worden. Een andere naam voor brugrails is brunelrails, naar de Engelse ingenieur Isambard Kingdom Brunel (1806-1859), die actief was op het gebied van spoorwegen en dit type spoor en bijbehorend railprofiel ontwikkelde.

### Vignoleprofiel
Het vignoleprofiel is in 1830 ontworpen door de Amerikaanse ingenieur Robert Livingston Stevens en in Engeland geproduceerd. In 1836 introduceerde de Engelse ingenieur Charles Blacker Vignoles dit profiel voor gebruik in Engeland. Het vignoleprofiel verscheen rond 1860 in Nederland.

## Voegloos spoor
Rails worden tegenwoordig 'voegloos' aangelegd. Dit wordt voegloos of langelastspoor genoemd. Voegloze rails kunnen niet in de lengte krimpen of uitzetten, waardoor bij warmte drukspanning op de rails komt te staan en bij koude trekspanning. De constructie van de spoorbaan moet deze spanningen kunnen weerstaan. Door het ontbreken van voegen in de rails treedt minder slijtage op en is minder onderhoud nodig. Langelastspoor is ook stiller, het vroeger bekende ‘kedeng-kedeng’-geluid is niet meer te horen.

## Levensduur en onderhoud

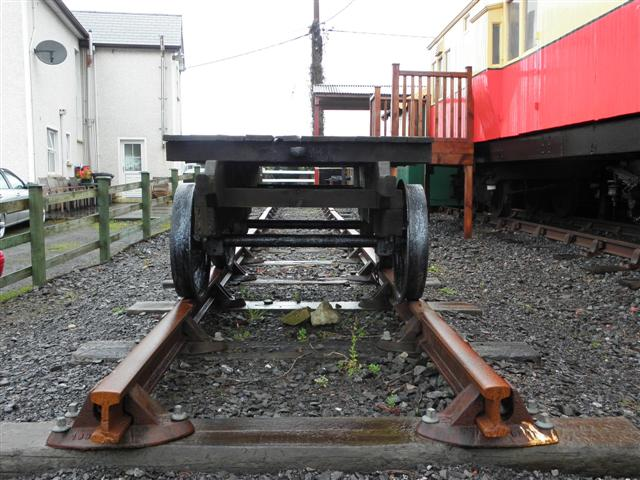
Een spoorrails bij het station van Donegal uit de periode 1900-1930. Deze rail heeft twee koppen, zodat die na slijtage kan worden omgekeerd en hergebruikt. De 'stoelen' die rails omklemmen zijn groot en duur.

Spoorstaven gaan ongeveer dertig jaar mee. Slijtage van rails is afhankelijk van de intensiteit van het treinverkeer en van het materieeltype dat over het spoor rijdt. Door slijtage kan de vorm van de kop veranderen. Door slippende wielen of door druk van de flens van wielen tegen de spoorstaaf kunnen haarscheurtjes in spoorstaven ontstaan, waardoor uiteindelijk breuken kunnen ontstaan. Meettreinen sporen beginnende breuken in de spoorstaaf tijdig op. Een slijptrein kan de spoorstaven weer in het juiste profiel terugbrengen en daarmee verdere slijtage tegengaan. Een ander middel om slijtage te voorkomen is de sporen aan de zijkant van de kop te smeren met vet het of ze te conditioneren met specifieke chemicaliën. Dit kan ook het piepen in bogen verminderen.

## Trivia
- Het profiel van een spoorstaaf vormt de letter I in het oude logo van de Belgische railinfrastructuurbeheerder Infrabel.
- Het dubbeldeksinterregiomaterieel blijkt vooral in bogen veel slijtage aan spoorstaven te veroorzaken. Om deze slijtage te verminderen is een speciaal railprofiel ontwikkeld, met een iets rondere kop. Het profiel wordt aangeduid met 54 E5.[4]

## Foto’s

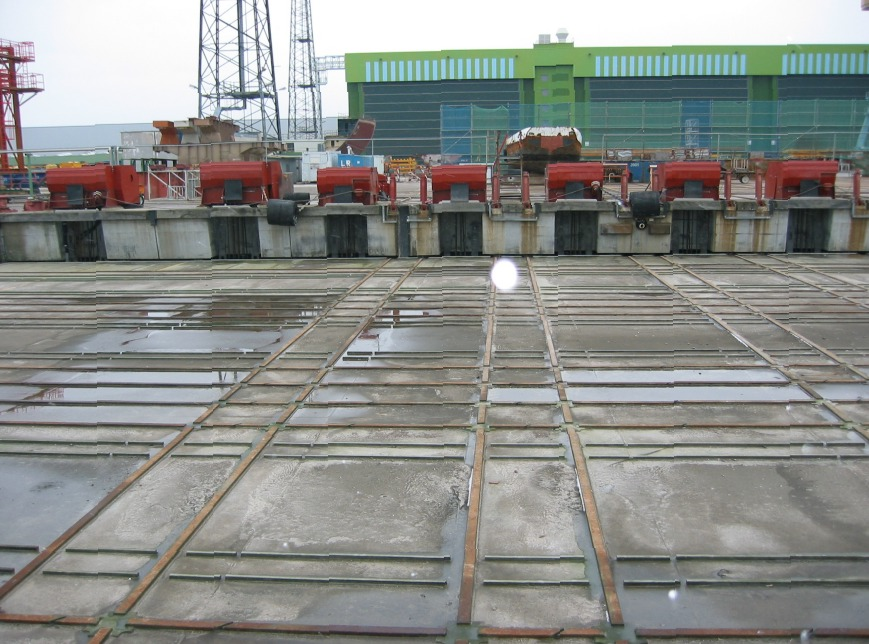
Rails voor zware belasting op het platform van een scheepslift.
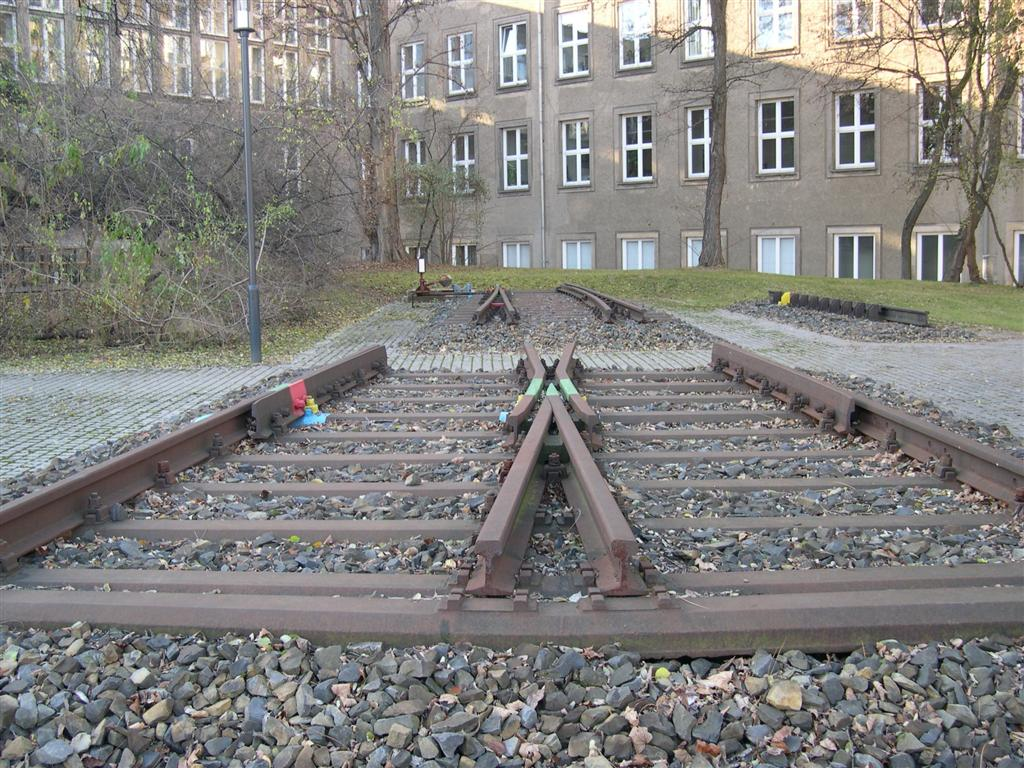
Opengewerkt wissel waarin de verschillende spoorstaven duidelijk te herkennen zijn. Technische Universiteit Dresden, Duitsland.
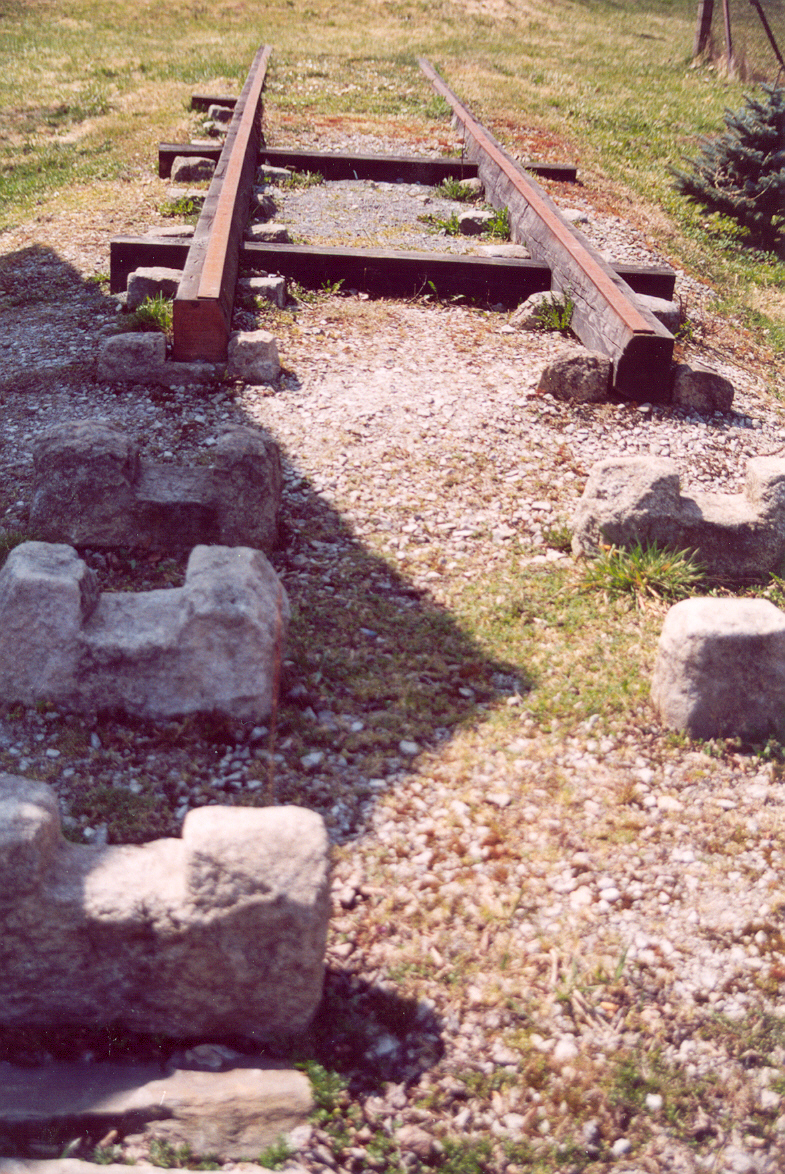
Een vroeg soort treinrail: een houten balk met een ijzeren strip erop. Gereconstrueerd spoor van de paardenspoorweg České Budějovice – Linz-Gmunden.
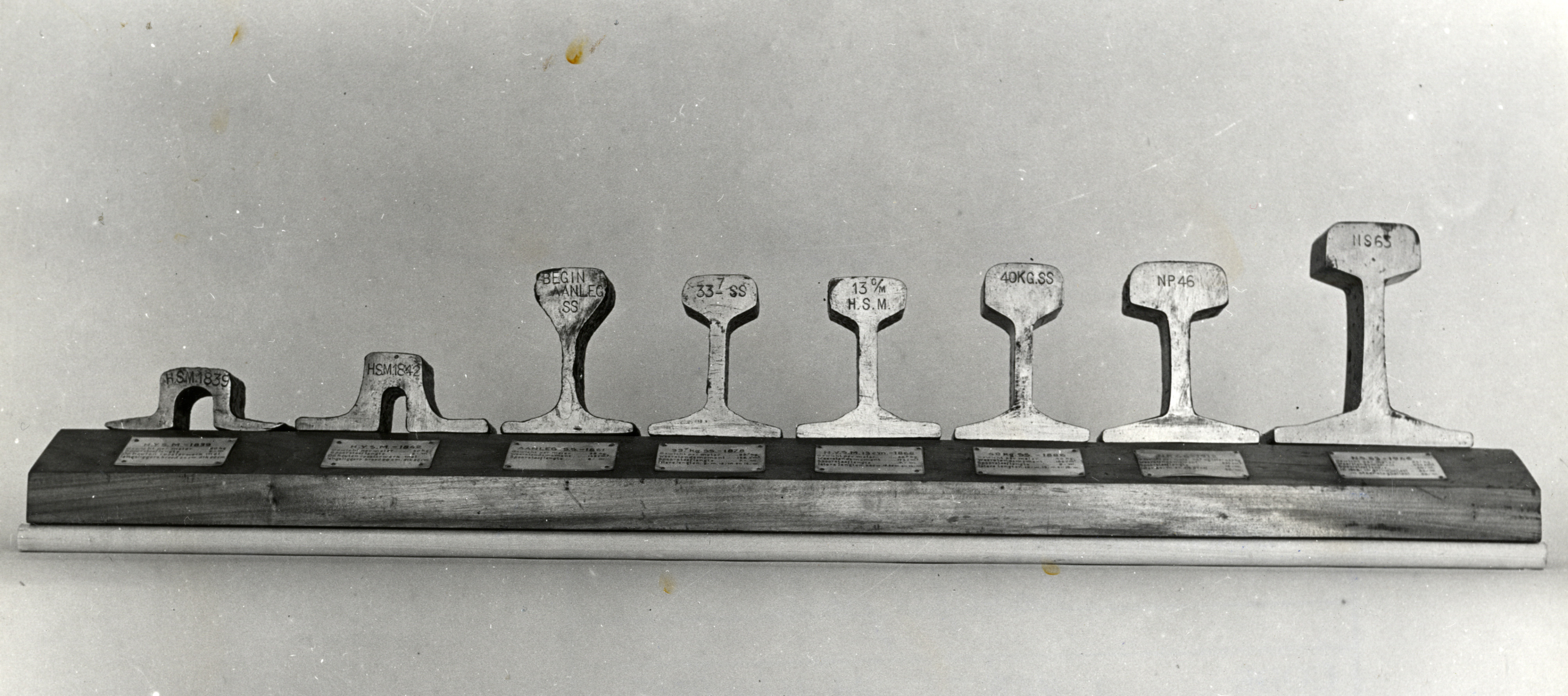
Nederlandse railprofielen vanaf 1839

## Verwijzingen
1. ↑  Zie voor een voorbeeld van precieze beschrijvingen van groefrailprofielen: (en) Railway track manual. ThyssenKrupp Gft Schienentechnik (9 januari 2013). Gearchiveerd op 14 april 2014.
2. ↑  https://encyclopedie. beneluxspoor.net/index.php/Straatspoor.
3. ↑  https://1lens2.com/articles/la-grange-train-csx-street-running.
4. ↑  (en) Rudolf P.B.J. Dollevoet, Design of an Anti Head Check profile based on stress relief p 120 (augustus 2010).